# Liste von Rebsorten/L
Legende, Erläuterungen und Quellen: Siehe Hauptartikel!
Hinweise zu Änderungen bzw. Ergänzungen siehe Diskussion.
| Rebsorte - wichtige Synonyme | VIVC | Bild | Verw.   | H.      | Spe.  | Abstammung                                               | Zü.J. | ha 2016 | Anbauländer                                              |
| --- | ---- | ---- | ------- | ------- | ----- | -------------------------------------------------------- | ----- | ------- | -------------------------------------------------------- |
| L’Acadie blanc |      |      | WWT     | CAN     | I. C. | Cascade × Seyve Villard 14-287                           | 1953  |         | Kanada                                                   |
| La Crescent |      |      | WWT     | USA     | I. C. | St. Pepin × Elmer Swenson 6- 8- 25                       | 1988  | 94      | USA                                                      |
| La Crosse |      |      | WWT     | USA     | I. C. | Elmer Swenson 114 × Seyval                               |       | 26      | USA                                                      |
| Labrusco |      |      | RWT     | PRT     | V.Vi. |                                                          |       | 79      | Portugal                                                 |
| Lacrima Christi - Lacrima, Lacrima Di Napoli, Lagrima, Raisin de Vesuve |      |      | RWT     | ITA     | V.Vi. |                                                          |       | 226     | Chile                                                    |
| Lado |      |      | WWT     |         | V.Vi. |                                                          |       | 2       | Spanien                                                  |
| Lafnetscha |      |      | WWT     | CHE     | V.Vi. | Malanstraube × Humagne Blanc                             |       | 2       |                                                          |
| Lagarino Bianco |      |      | WWT     |         |       |                                                          |       | 6       | Italien                                                  |
| Lagrein - Blauer Lagrain, Burgundi Lagrein, Lagrain, Lagrino |      |      | RWT     | ITA     | V.Vi. | Schiava Gentile × Teroldego                              |       | 251     | Rumänien, Brasilien, Italien, USA                        |
| Lakhegyi Mezes - E.Cs.28, Ec 28, Eger 28, Egri Csillagok 28, Lakhegy Mezes, Lakkhedi Mezesh, Miel de Lakhegy |      |      | WWT     | HUN     | I. C. | Honigler × Eger 2                                        | 1957  | 145     | Ungarn                                                   |
| Lambrusca di Alessandria - Andrè, Anra Buono, Anra Nostrano |      |      | RWT     | ITA     | V.Vi. |                                                          |       | 58      | Italien                                                  |
| Lambrusco A Foglia Frastagliata - Enantio, Foglia Frastagliata, Foja Tonda, Lambrusco Nostrano |      |      | RWT     | ITA     | V.Vi. |                                                          |       | 724     | Italien                                                  |
| Lambrusco di Sorbara - Ambrostine, Lambrusca Di Sorara A Foglia Verde, Lambrusca Di Sorbara, Lambrusco Di Sorbara A Foglia Rossa, Lambrusco Sorbarese                                                                   |      |      | RWT     | ITA     | V.Vi. |                                                          |       | 858     | Italien                                                  |
| Lambrusco Grasparossa - Graspa Rossa, Grasparossa |      |      | RWT     | ITA     | V.Vi. |                                                          |       | 954     | Italien, Argentinien                                     |
| Lambrusco Maestri - Grapello Maestri, Grapelo Maestri, Lambrusco di Spagna |      |      | RWT     | ITA     | V.Vi. |                                                          |       | 5.657   | Italien, Argentinien                                     |
| Lambrusco Marani |      |      | RWT     | ITA     | V.Vi. |                                                          |       | 1.074   | Italien                                                  |
| Lambrusco Montericco - Lambrusco Selvatica, Selvatica |      |      | RWT     | ITA     | V.Vi. |                                                          |       | 25      | Italien                                                  |
| Lambrusco Oliva - Greppello, Groppello, Lambrusco Mazzone, Lambrusco Olivia 12, Lambrusco Olivia 9, Olivone |      |      | RWT     | ITA     | V.Vi. |                                                          |       | 104     | Italien                                                  |
| Lambrusco Salamino |      |      | RWT     | ITA     | V.Vi. |                                                          |       | 6.228   | Italien                                                  |
| Lambrusco Viadanese - Grapello Ruberti, Lambrusco di Viadana, Montecchio |      |      | RWT     | ITA     | V.Vi. |                                                          |       | 59      | Italien                                                  |
| Lameiro |      |      | WWT     | PRT     | V.Vi. |                                                          |       | 0       | Portugal                                                 |
| Landal |      |      | RWT, U  | FRA     | I. C. | Plantet × Seibel 8216                                    |       | 37      | Frankreich                                               |
| Landot Noir - Landot 4511, Landot(Us, Fr) |      |      | RWT     | FRA     | I. C. | Landal × Villard Blanc                                   |       | 3       | Frankreich, USA                                          |
| Lariao |      |      | WWT, TT | PRT     | V.Vi. |                                                          |       | 5       | Portugal                                                 |
| Lasina - Bej Karassa, Chliiva, Dlarinka, Krapasnjica, Krapljenica, Kuc, Kuc Lasina, Kuc Mali |      |      | RWT, TT | HRV     | V.Vi. |                                                          |       |         | Kroatien                                                 |
| Laska - Blauer Selenika, Frühblaue, Früher Blauer Wälscher, Antonius Rebe, Antoniustraube, Barttraube, Blaue Barttraube Waelsche, Lasca                                                                                 |      |      | RWT     | AUT     | V.Vi. |                                                          |       | 0       | Österreich, Slowenien, Kroatien                          |
| Laurot |      |      | RWT     | CZE     | I. C. | Merlan × Fratava                                         | 2004  | 6       | Tschechien                                               |
| Lauzet |      |      | WWT     | FRA     | V.Vi. |                                                          |       | 3       | Frankreich                                               |
| Le Subéreux |      |      | RWT     | FRA     | I. C. | Seibel 4595 × Seibel 4199                                |       |         |                                                          |
| Leanyka - Weiße Mädchentraube, Ag Fetyaska, Baratik, Bulgarien Feteasca, Devcenco Hrozno, Devicii Belii, Dievcenske Hrozno, Dievcie Hrozno, Divci Hrozen, Feher Leanyka, Feniaska Belaii, Fetiasca Alba, Fetiasca Belii |      |      | WWT     | MDA     | V.Vi. |                                                          |       | 719     | Ungarn                                                   |
| Lecinaro |      |      | RWT     |         | V.Vi. |                                                          |       | 0       | Italien                                                  |
| Leira |      |      | WWT     | PRT     | V.Vi. |                                                          |       | 0       | Portugal                                                 |
| Len de l’El - Cavaille, Cavailles, Cavalie, Cavalier, Endelel, Kavale, Kavaler, LEndelel, Len de LElh, Len del El, Lenc de LEl, Lendellet, Loin de IOeil                                                                |      |      | WWT     | FRA     | V.Vi. |                                                          |       | 603     | Frankreich                                               |
| Léon Millot - Frühe Schwarze, Kuhlmann 194-2, Millot |      |      | RWT     | FRA     | I. C. | Millardet Et Grasset 101- 14 O.P. × Goldriesling         | 1886  | 85      | Vereinigtes Königreich, Frankreich, Schweiz, USA, Kanada |
| Levokumskij |      |      | RWT     |         |       |                                                          |       | 890     | Russische Föderation                                     |
| Liatiko - Liatiko, Liatis |      |      | RWT     | GRC     | V.Vi. |                                                          |       | 2.633   | Griechenland                                             |
| Lignan Blanc - Agliana, Agostenga di Aosta, Augustaner weiß, Augustauer, Belle alliance |      |      | WWT     | Italien | V.Vi. |                                                          |       |         | Italien                                                  |
| Liliorila |      |      | WWT     | FRA     | V.Vi. | Baroque × Chardonnay Blanc                               | 1956  | 1       | Frankreich                                               |
| Lilla |      |      | TT      | HUN     | I. C. | Villard Blanc × Pannonia Kinsce × Mathiasz Janos Diadala |       | 0       | Ungarn                                                   |
| Limnio - Kalabaki, Kalambaki, Kalampaki |      |      | RWT     | GRC     | V.Vi. |                                                          |       | 176     | Griechenland                                             |
| Limniona |      |      | RWT     | GRC     | V.Vi. |                                                          |       |         | Griechenland                                             |
| Listán Negro - Mission, Pais, Moscatel Negra, Moscatel Negro, Criolla Chica |      |      | RWT     | ESP     | V.Vi. |                                                          |       | 2.847   |                                                          |
| Listan Prieto - Almuneco, California, Creole Petite, Criolla, Criolla Chica, El Paso, Forastero Negro, Listan Negra |      |      | RWT     | ESP     | V.Vi. |                                                          |       | 10.267  | Spanien, Chile, USA, Argentinien                         |
| Lival - Listrao |      |      | TT      | FRA     | V.Vi. | Alphonse Lavallee × Luglienga Bianca                     | 1956  | 99      | Frankreich                                               |
| Lorena - Brs Lorena |      |      | WWT     | BRA     | I. C. | Malvasia Bianca × Seyval                                 | 1986  | 500     | Brasilien                                                |
| Louise Swenson |      |      | WWT, TT | USA     | I. C. | Elmer Swenson 2- 3- 17 × Kay Gray                        | 1980  | 5       | USA                                                      |
| Loureiro Blanco - Loureiro Blanca, |      |      | WWT     | ESP     | V.Vi. | Amaral × Branco Escola                                   |       | 4.696   | Spanien, Portugal                                        |
| Lourela |      |      | RWT     | PRT     | V.Vi. |                                                          |       | 0       | Portugal                                                 |
| Lucie Kuhlmann |      |      | RWT     | FRA     | I. C. | Millardet Et Grasset 101- 14 O.P. × Goldriesling         |       | 21      |                                                          |
| Luglienga Bianca - Lignan Blanc |      |      | WWT, TT | ITA     | V.Vi. | Bermestia Bianca × Agostenga                             |       | 80      | Frankreich, Italien                                      |
| Lumassina |      |      | WWT     | ITA     | V.Vi. |                                                          |       | 37      | Italien                                                  |
| Lusitano |      |      | RWT     | PRT     | V.Vi. | Castelao × Alicante Henri Bouschet                       |       | 0       | Portugal                                                 |
| Luzidio |      |      | WWT     | PRT     | V.Vi. |                                                          |       | 0       | Portugal                                                 |